# Abadín
Abadín település Spanyolországban, Lugo tartományban. Abadín Vilalba, Muras, O Valadouro, Alfoz, Mondoñedo, A Pastoriza és Cospeito községekkel határos. Lakosainak száma 2217 fő (2024).

## Népesség
A település népessége az elmúlt években az alábbi módon változott:
| Lakosok száma | 3432 | 3256 | 3065 | 2896 | 2760 | 2646 | 2490 | 2367 | 2259 | 2217 |
|               | 2001 | 2004 | 2007 | 2009 | 2012 | 2014 | 2017 | 2019 | 2022 | 2024 |